# New Eucha
New Eucha és una concentració de població designada pel cens dels Estats Units a l'estat d'Oklahoma. Segons el cens del 2000 tenia 300 habitants.

## Demografia
Segons el cens del 2000, New Eucha tenia 300 habitants, 112 habitatges, i 82 famílies. La densitat de població era de 15,2 habitants per km².
Dels 112 habitatges en un 38,4% hi vivien nens de menys de 18 anys, en un 58% hi vivien parelles casades, en un 11,6% dones solteres, i en un 25,9% no eren unitats familiars. En el 20,5% dels habitatges hi vivien persones soles el 10,7% de les quals corresponia a persones de 65 anys o més que vivien soles. El nombre mitjà de persones vivint en cada habitatge era de 2,68 i el nombre mitjà de persones que vivien en cada família era de 3,12.
Per edats la població es repartia de la següent manera: un 27,3% tenia menys de 18 anys, un 9,7% entre 18 i 24, un 28% entre 25 i 44, un 23,7% de 45 a 60 i un 11,3% 65 anys o més.
L'edat mediana era de 35 anys. Per cada 100 dones de 18 o més anys hi havia 92,9 homes.
La renda mediana per habitatge era de 24.712 $ i la renda mediana per família de 34.583 $. Els homes tenien una renda mediana de 18.333 $ mentre que les dones 15.000 $. La renda per capita de la població era de 12.643 $. Entorn de l'1,5% de les famílies i el 0,9% de la població estaven per davall del llindar de pobresa.

## Poblacions més properes
El següent diagrama mostra les poblacions més properes.